# 淡眉穴䳍
是䳍科穴䳍屬的一种鸟类。

## 特征
淡眉穴䳍体重约283克，翼长约150.2毫米，嘴峰长约26.7毫米，喙宽度约5.1毫米，喙厚度约4.8毫米，跗蹠长约46.4毫米，尾长约45.6毫米。淡眉穴䳍在其分布区内为留鸟，其栖息在半开放的中等高度的林地中。食性为草食性。

## 分布
厄瓜多尔西部至秘鲁西北部的热带森林。